# Даніло Барбоза да Сільва
Даніло Барбоза да Сільва (порт. Danilo Barbosa da Silva, відомий як Даніло, нар. 28 лютого 1996, Сімойнс-Філью) — бразильський футболіст, півзахисник клубу «Ніцца». На умовах оренди виступає за «Палмейрас».
Виступав, зокрема, за «Брагу» та «Валенсію», а також молодіжну збірну Бразилії.

## Клубна кар'єра
Народився 28 лютого 1996 року в місті Сімойнс-Філью. Вихованець футбольної школи клубу «Васко да Гама».
19 квітня 2014 року в матчі проти «Америка Мінейро» він дебютував у бразильській Серії B, всього взявши участь лише у 3 матчах чемпіонату.
Влітку того ж року Барбоза перейшов у португальську «Брагу». Сума трансферу склала 4,5 млн євро. 20 вересня в матчі проти «Насьйонал Фуншал» він дебютував у Сагріш лізі. 3 січня 2015 року у поєдинку проти «Марітіму» Даніло забив свій перший гол за «Брагу».
Влітку 2015 року Даніло на правах оренди перейшов у іспанську «Валенсію». 22 серпня в матчі проти «Райо Вальєкано» він дебютував у Ла Лізі.
28 липня  2016 року Даніло на правах оренди перейшов в «Бенфіку». Даніло пропустив переможний матч за Суперкубок Португалії, оскільки «Бенфіка» не встигла вчасно зареєструвати гравця в FPF. У «Бенфіці» Даніло був резервістом, провівши на полі лише 36 хвилин у чемпіонаті, тож взимку 2017 був переданий в оренду до «Стандарда» (Льєж). Його виступи в Бельгії також не справили враження на керівництво лісабонського клубу, тож воно відмовилося викуповувати контракт гравця, і влітку 2017 Даніло повернувся до «Браги». У сезоні 2017/18 Даніло став стабільним гравцем основи, зігравши 46 матчів у всіх змаганнях і забивши 4 голи.
У липні 2018 французька «Ніцца» оголосила про підписання бразильця за 10 мільйонів євро. Клуб з Лазурового берега відзначив значний потенціал молодого бразильця та представив його як заміну Жану Мікаелю Сері в центрі півзахисту. Втім, у «Ніцці» він не став постійним гравцем основи, програвши конкуренцію П'єру Ліс-Мелу. На початку 2020 року тренер клубу Патрік Вієйра перевів гравця на позицію центрального захисника, яка стала проблемною через травми низки виконавців, і в новому амплуа Даніло повернувся до основного складу та став показувати якісну гру.

## Виступи за збірні
Виступав за юнацьку збірні Бразилії на переможному чемпіонаті Південної Америки (U-15) у 2011 році та на юнацькому (U-17) чемпіонаті світу 2013 року.
2013 року залучався до складу молодіжної збірної Бразилії, з якою виграв Турнір в Тулоні. У 2015 році Даніло допоміг молодіжній команді вийти у фінал молодіжного чемпіонату світу у Новій Зеландії. На турнірі він зіграв у матчах проти збірних Угорщини, Нігерії, Уругваю, Португалії, Сенегалу та Сербії. На молодіжному рівні зіграв у 6 офіційних матчах, забив 1 гол.

## Титули і досягнення
- Володар Суперкубка Португалії (1): 2016
- Володар Кубка Лібертадорес (2): 2021, 2024
- Володар Кубка Бразилії (1): 2020
- Чемпіон Бразилії (1): 2024

Збірні
- Чемпіон Південної Америки (U-15): 2011